# Sphagnum cleefii
Sphagnum cleefii är en bladmossart som beskrevs av H. Crum 1989. Sphagnum cleefii ingår i släktet vitmossor, och familjen Sphagnaceae. Inga underarter finns listade i Catalogue of Life.